# Curtiss Wanamaker Triplane
El Curtiss Wanamaker Triplane o Curtiss Model T, renombrado Curtiss Model 3 retrospectivamente, fue un gran hidrocanoa experimental triplano cuatrimotor de la Primera Guerra Mundial. Fue la primera aeronave de cuatro motores construida en los Estados Unidos. Solo fue completado un único ejemplar (No.3073). En esa época, el Triplane era el mayor hidroavión del mundo.

## Diseño y desarrollo

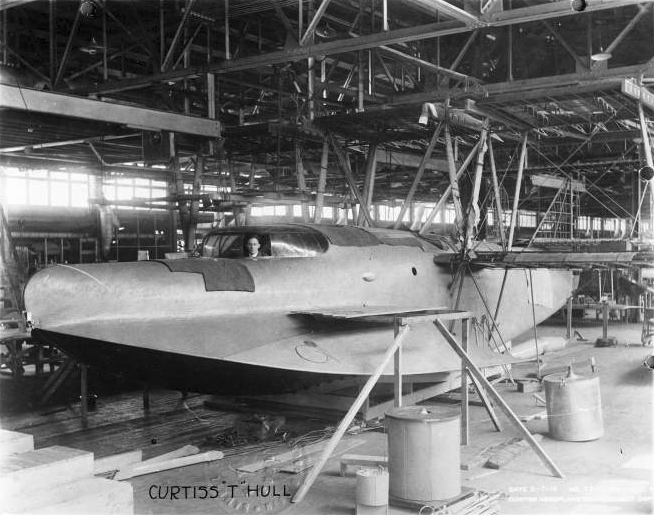
Construido parcialmente, 5 de julio de 1916.

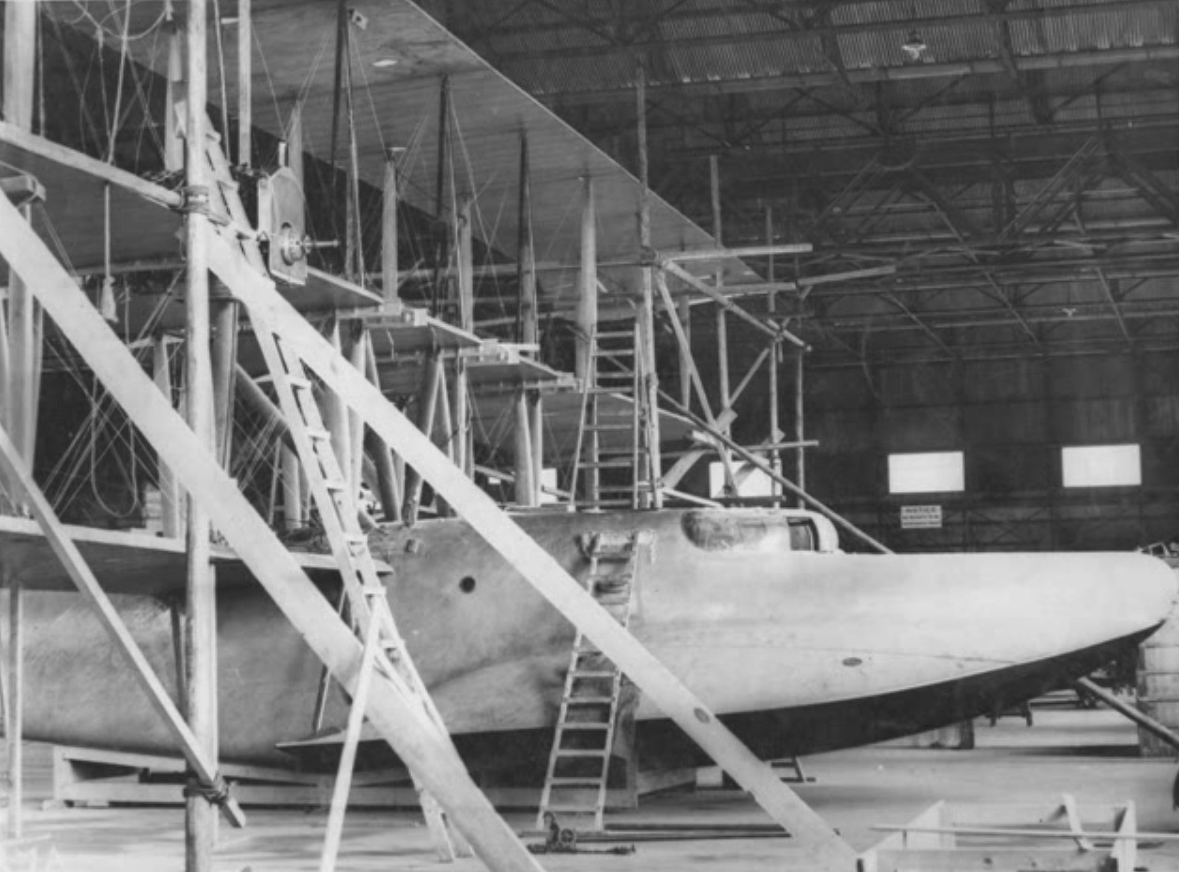
Equipado con un motor Rolls-Royce en RNAS Felixstowe.

En 1915, el hombre de negocios estadounidense Rodman Wanamaker, que antes del estallido de la Primera Guerra Mundial había encargado construir a la Curtiss Aeroplane and Motor Company un gran hidrocanoa, el America, para ganar el premio de 10 000 libras ofrecido por el periódico británico Daily Mail para la primera aeronave que cruzara el Atlántico, encargó a Curtiss la construcción  de un nuevo hidrocanoa aún mayor, para realizar vuelos transatlánticos, que llegaría a ser conocido Wanamaker Triplane o Curtiss Model T (redesignado retrospectivamente como Model 3, cuando Curtiss cambió sus sistema de designación).
Los primeros informes de la prensa mostraban un gran triplano de 17,9 m, y con alas de igual envergadura y seis vanos de 40,5 m de envergadura. Se estimó que la aeronave, capaz de llevar armamento pesado, tendría un peso total de 9750 kg, y que iba a ser propulsada por seis motores de 104 kW (140 hp) moviendo tres hélices, de las que dos estarían en configuración tractora, y la tercera, en configuración propulsora.
El Real Servicio Aéreo Naval (RNAS) realizó una orden por 20 Triplane. El primero fue completado en la fábrica de Curtiss, Búfalo, Nueva York, en julio de 1916. Este fue el primer avión de cuatro motores construido en los Estados Unidos y una de las mayores aeronaves del mundo.
El Model T acabado se diferenciaba de la aeronave debatida en la prensa en varios aspectos. El tamaño y el peso eran similares, teniendo el ala superior una envergadura de 40,8 m, pero las otras alas tenían diferentes envergaduras. Se planeó que fuera propulsado por cuatro motores tractores Curtiss V-4 de 187 kW (250 hp) instalados individualmente en el ala media, lo que era poco usual para la época. Los dos tripulantes y un ingeniero de vuelo disponían de una cabina cerrada, similar a la del Curtiss Model H. Para reducir las fuerzas que necesitaría aplicar un piloto sobre los controles, pequeños molinetes podían ser conectados a los cables de los alerones mediante embragues operados eléctricamente para actuar como una forma de controles asistidos eléctricamente.
Como los planeados motores Curtiss V-4 no estaban disponibles cuando el prototipo fue completado, se decidió no volar el avión en los Estados Unidos, sino enviarlo al Reino Unido por barco, donde fue reensamblado en la estación aeronaval de Felixstowe. Fue equipado inicialmente con cuatro motores Renault de 180 kW (240 hp), pero pronto fueron cambiados por cuatro Rolls-Royce Eagle de 250 hp.
Como el avión resultó dañado irreparablemente en su primer vuelo, fue considerado un fracaso, y la orden de los restantes diecinueve ejemplares fue cancelada. Sin embargo, el Wanamaker Triplane proporcionó la inspiración a John Porte de la Seaplane Experimental Station para construir un colosal hidrocanoa de cinco motores y similar disposición, el Felixstowe Fury.

## Operadores
Reino Unido
- Real Servicio Aéreo Naval
  - RNAS Felixstowe

## Especificaciones (motores Renault)

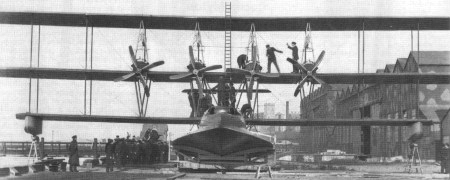
Vista frontal del Model T con cuatro motores Rolls-Royce, RNAS Felixstowe, 1916.

Referencia datos: Curtiss Aircraft 1907–1947

### Características generales
- Tripulación: Seis
- Longitud: 17,93 m
- Envergadura: 41 m (superior), 30 m (media), 23,85 m (inferior)
- Altura: 9,55 m
- Superficie alar: 261,5 m2
- Peso vacío: 7096 kg
- Peso cargado: 9979 kg
- Planta motriz: 4× motor lineal V-12 refrigerado por agua Renault 12F.
  - Potencia: 180 kW (240 hp) cada uno.

### Rendimiento
- Velocidad máxima operativa (Vno): 160 km/h
- Alcance: 1086 km a una velocidad de crucero de 120,7 km/h
- Tiempo a altitud: 10 min a 1220 m (4000 pies)

### Desarrollos relacionados
- Curtiss Model H[11]
- Porte Baby[11]
- Felixstowe Fury (Porte Super-Baby)
- Gosport G9

### Aeronaves similares
- Sikorsky Ilya Muromets[1]

### Secuencias de designación
- Secuencia Alfabética (interna de Curtiss): ← JN - R - S - T
- Secuencia Numérica (interna de Curtiss): 1/A/C/D/E/F - 2 - 3 - 4 - 5 - 6 →